# Bastione di Malta

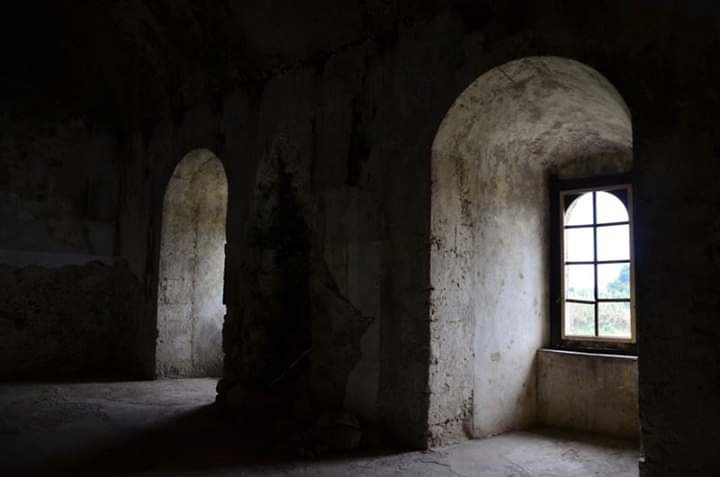
Le aperture poste al primo livello mettono in evidenza l'eccezionale spessore delle mura esterne del forte.

Il bastione di Malta è una torre situata nel territorio del comune di Lamezia Terme. Si differenzia dalla maggior parte delle torri costiere che costellano le coste del Mezzogiorno, già Regno di Napoli o Regno delle Due Sicilie, per lo spessore dei muri che è di qualche metro e lo rende adatto alla difesa da attacchi con armi da fuoco.

## Storia e caratteristiche

Rappresentazione stilizzata del Bastione di Malta nello stemma comunale di Lamezia Terme

La costruzione della torre risale intorno al 1550, quando per fronteggiare le continue scorrerie dei corsari barbareschi che minacciavano la sicurezza e i commerci delle città rivierasche, il viceré di Napoli Don Pedro di Toledo, per ordine della corona spagnola, impose alle comunità il rafforzamento a loro spese del sistema di difesa costiera già esistente. Il poderoso quanto isolato fortilizio fu costruito per volere di Fabrizio Pignatelli Marchese di Cerchiara su un progetto redatto da ingegneri militari, coadiuvati nell'opera dallo stesso committente.
La struttura era collocata nei pressi della linea di costa, ma ora è più distante, circa 800 mt dalla battigia, a causa dei processi di sedimentazione alluvionale e in conseguenza dei tentativi di bonifica di una vasta area paludosa intrapresi nel Novecento, a guardia di un approdo fluviale alla foce dell'Angitola.
La torre rappresentava un peculiare avamposto a difesa dell'area costiera (tra capo Suvero e la punta di Safò), ma soprattutto era situato nei pressi di un'originaria abbazia benedettina, le cui imponenti rovine sono state egregiamente restaurate ed il sito archeologico è aperto al pubblico, passata proprio nel XVI secolo ai Frati Ospitalieri di San Giovanni di Gerusalemme, che proprio in quegli anni si erano insediati nell'isola di Malta assumendo la denominazione di "Cavalieri di Malta". Dei relativi diritti di dogana si parla espressamente nella Platea del 1624.
Fu assegnata ai Cavalieri di Malta che possedevano già dal XII sec. un feudo nella vicina Sant'Eufemia del Golfo (il baliaggio capitolare di S.Eufemia).

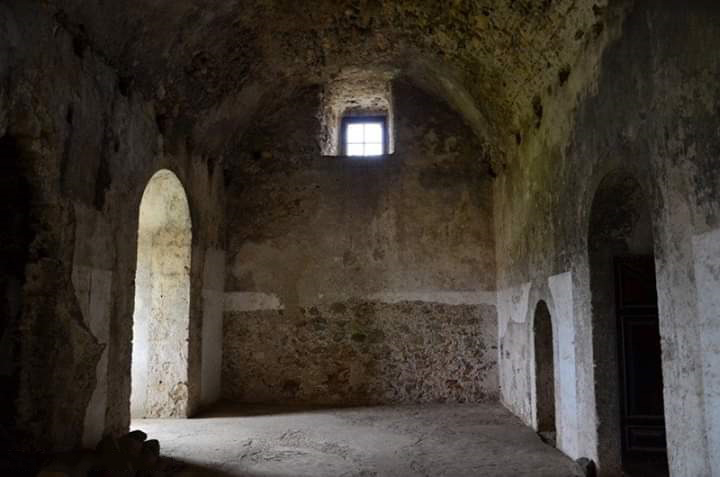
Parte degli interni relativi al primo livello del Bastione

Il bastione ha una struttura compatta tronco-piramidale a base quadrata, con soprastante una torre quadrata: è diviso all'interno in quattro grandi ambienti con volte a botte.
All'interno della merlatura e del parapetto, un'ampia terrazza copre il bastione e sulla quale insistono tre ambienti di più modeste dimensioni.
Sulla porta d'ingresso alla torre quadrata sulla facciata est si trova lo stemma con scudo del Balì di Sant'Eufemia, Fra Signorino Gattinara, che nell'iscrizione posizionata sulla facciata dell'edificio, datata 1634, si attribuisce il merito di aver dotato il bastione di macchine belliche. L'arma della famiglia Gattinara è un'aquila coronata con il dispiegamento di ali, Croce di Sant'Andrea e quattro gigli.
La fortezza poteva contenere un considerevole numero di militari, di cavalli e di cannoni di artiglieria, così da potere difendere l'abbazia e i fondi di proprietà gerosolimitana dalle incursioni dei corsari barbareschi. Ma con questa funzione di avamposto militare il bastione sarà attivo soltanto per pochi anni; infatti, il terribile terremoto del 1638, che distrusse quasi completamente l'abbazia, fu l'origine del declino dell'organizzazione amministrativa e militare anche del Baliaggio dei Cavalieri di Malta e comportò , di conseguenza, un graduale spopolamento del territorio. Definitivi e irreparabili danni alla struttura abbaziale, che oggi presenta soltanto sparsi ruderi, furono causati anche dal sisma del 1783.
Con la vendita dei beni ecclesiastici imposta nel Regno di Napoli da Giuseppe Bonaparte nel 1806, anche il bastione divenne di proprietà privata.
Nell'estate del 1943, in piena seconda guerra mondiale, il Bastione di Malta assolse la sua ultima funzione militare con la realizzazione, da parte dell'esercito italiano, di una postazione antiaerea sul terrazzo del forte.
È notevole il fatto che sia in completo stato di conservazione a differenza della maggior parte delle torri costiere che sono in forma di ruderi o completamente distrutte. L'eccezionale stato di conservazione è dovuto alla solidità della struttura stessa ed alle opere di manutenzione dei vari proprietari.

## Altre informazioni e notizie
Il Bastione di Malta, residenza del balì di S. Eufemia oggi dista circa 800 metri dalla battigia, ma quando fu costruito, nel corso del '500, probabilmente si specchiava nel bacino dell'antico porto della Marina di Santa Eufemia; .
Sulla torre è situato un punto trigonometrico di coordinate note.
Il Bastione di Malta compare in forma stilizzata, sia nello stemma della Città di Lamezia Terme, il quale fu dipinto dal pittore Giorgio Pinna, che nel logo delle principali squadre di calcio della città lametina.
Fino a qualche decennio fa era ancora di proprietà privata,
Con decreto n. 109 del 9 novembre 2007 la Soprintendenza B.A.A.S. della Calabria venne decretato che: “L’immobile denominato Bastione di Malta è dichiarato d’interesse particolarmente importante e viene quindi sottoposto a tutte le disposizioni di tutela contenute nel Codice dei Beni Culturali", stabilendo un vincolo indiretto sulla particella 59(il terreno circostante, n.d.r.) a tutela del bene culturale protetto.
Dal 2007 è stato avviato l'iter per l'espropriazione dell'edificio con acquisizione al patrimonio dell'Amministrazione comunale, concluso nel 2013.